# Matild Manukyan
Matild Manukyan (armensko Մաթիլդ Մանուկյան), turška podjetnica armenskega rodu, * 1914, Osmansko cesarstvo, † 17. februar, 2001, Carigrad.
Matild Manukyan je bila premožna turška podjetnica armenskega porekla. Bila je nepremičninska investitorka in lastnica javnih hiš, s katerimi si je ustvarila veliko premoženje. V devetdesetih letih prejšnjega stoletja je pet zaporednih let veljala za največjo davkoplačevalko v Istanbulu.

## Biografija
Rodila se je leta 1914 v aristokratski armenski družini v Istanbulu, Osmansko cesarstvo. Po končanem šolanju na francoski srednji šoli Lycée Notre Dame de Sion v Istanbulu je odprla atelje visoke mode za mestno elito. Kmalu je izgubila moža in morala živeti sama s sinom.
Manukyanova je zgradbe, ki jih je podedovala po očetu, oddajala lastnikom javnih hiš v rdeči četrti Karaköy v Istanbulu. Eden od lastnikov ji je zaradi poplačila dolga prepustil svoj posel, kar je bil začetek njenega vzpona v tej industriji. Sčasoma je razširila svoje lastništvo na verigo 32 javnih hiš.
Svoje bogate zaslužke iz dejavnosti v industriji spolnosti je Manukyanova vlagala v nepremičnine. V devetdesetih letih prejšnjega stoletja je bila pet zaporednih let največja davkoplačevalka v Istanbulu, za kar je prejela nagrado davčne uprave. Svojo zbirko certifikatov in priznanj, ki jih je prejela od oblasti, je razstavila v svojem domu v Şişli, ki ga je poimenovala "M&M muzej".
V enem izmed intervjujev je razkrila, da je bila lastnica približno 70 poslovnih centrov in 500 stanovanj v Istanbulu, 200 v Yalovi, treh hotelov s petimi zvezdicami v Antalyi in Alanyi, 10 vil v Kireniji na Severnem Cipru in tovarne v Istanbulu v izvoznem poslu. Prav tako je omenila, da gradi hotel s 100 posteljami v Nemčiji. Upravljala je tudi vozni park okoli 220 taksijev. Med njenimi luksuznimi lastninami so bili avtomobil Rolls-Royce, štirje modeli avtomobilov Mercedes in BMW ter 18-metrska jahta v marini Kalamış v Istanbulu.
Umrla je 17. februarja 2001 v Istanbulu, stara 84 let. Po pogrebu v armenski cerkvi Üç Horon v Beyoğluju so jo pokopali na armenskem pokopališču Şişli. Njen edini dedič je sin Kerope Çilingir, ki je odraščal v ZDA.